# Circuito di Calder Park
Il circuito di Calder Park (ufficialmente Calder Park Raceway) è un circuito motoristico, sito nelle vicinanze di Melbourne, in Australia, presso la località di Keilor. Il complesso ospita una striscia per i drag store, un circuito stradale con diverse configurazioni possibili, e il Thunderdome, un circuito triovale utilizzabile sia in senso orario che antiorario.

## Il National Circuit
Il circuito venne fondato presso la comunità agricola di Diggers Rest, da un gruppo di appassionati dello sport dei motori. Inizialmente consisteva in un tracciato in terra. Successivamente, a Patrick Hawthorn, che possedeva nella zona un distributore di benzina, venne suggerito di costruire una vera e propria pista entro la sua proprietà. La prima gara su un circuito in asfalto venne tenuta il 14 gennaio 1962, e organizzata dall'Australian Motor Sports Club. Tra i partecipanti alla gara vi fu anche Bob Jane, che nei primi anni settanta divenne proprietario del circuito. All'epoca, il disegno della pista era già molto simile a quello odierno. La striscia del rettilineo principale del tracciato è utilizzata anche per le gare delle vetture drag.

## IlThunderdome
Nel 1987 venne aggiunto al complesso il Thunderdome: un circuito ovale lungo 1,8 km. Inizialmente denominato Goodyear Thunderdome, per motivi di sponsorizzazione, il tracciato ha forma tri-ovale, con curve rialzate di 24 gradi.
L'idea della costruzione di un circuito di questo tipo venne a Bob Jane durante una visita ai circuiti statunitensi del Charlotte Motor Speedway e del Daytona International Speedway. Già nel 1981 Jane concluse un accordo con Bill France Jr. per far ospitare delle gare della NASCAR in Australia.
La costruzione durò per quattro anni e costò 54 milioni di dollari australiani, e venne finanziata interamente da Jane. L'inaugurazione ufficiale avvenne il 3 agosto 1987, alla presenza del sindaco di Keilor.

## Eventi
Il circuito ha ospitato eventi legati ai principali campionati motoristici australiani, così come concerti di artisti come i Fleetwood Mac, Santana e Guns N' Roses. Ha ospitato cinque edizioni del Gran Premio d'Australia, tra il 1980 e il 1985, prima che la gara fosse inserita nel calendario del Campionato mondiale di Formula 1.
Nel 1980 il GP che vide la vittoria del campione del mondo di F1, l'australiano Alan Jones. La gara vide alla partenza, oltre alle solite vetture di F5000 e Formula Pacific, anche alcune vetture di F1, tra cui proprio quella guidata da Jones, una Williams FW07.
I successivi quattro gran premi (tutti svolti sempre a Calder Park) videro l'utilizzo di vetture della Formula Pacific (ridenominate poi F.Mondial) anche se videro alla partenza alcuni piloti di F1. Il brasiliano Roberto Moreno dominò questo periodo con ben tre vittorie. L'unico a spezzare questo filotto fu, nel 1982, Alain Prost. Il tentativo però di portare il mondiale di F1 a Calder Park non andò mai in porto.
L'11 ottobre 1987 si tenne la gara australiana di quell'anno per il World Touring Car Championship. Il circuito ha ospitato anche gare della Superbike nonché del campionato riservato ai camion.
La prima gara sul Thuderdome si tenne solo due settimane dopo l'inaugurazione della nuova struttura, nell'agosto del 1987: lunga 300 km fu riservata a vetture turismo e utilizzò sia il Thuderdome che il preesistente National Circuit. Venne vinta da John Bowe e Terry Shiel su Nissan Skyline.
Il 28 febbraio 1988 il Thunderdome ospitò la prima gara esclusiva: il Goodyear NASCAR 500km, a cui parteciparono anche piloti della Winston Cup, tra cui Bobby Allison (che aveva appena vinto la Daytona 500), Neil Bonnett, Michael Waltrip, Harry Gant, Morgan Shepherd, Dave Marcis, Rick Wilson. Vinse Bonnett con una Pontiac Grand Prix.
Fu la prima gara della NASCAR disputata al di fuori del nord America; ebbe successo, tanto che molti piloti ritornanrono a Calder Park per una gara a dicembre dello stesso anno, a cui si aggiunse anche Johnny Rutherford, tre volte vincitore della 500 Miglia di Indianapolis.
Il Thunderdome ospitò diverse prove dell'Australian Stock Car Auto Racing (AUSCAR) prima della chiusura del campionato nel 2001.
Ogni venerdì la striscia per i drag ospita il Legal Off Street Drag Racing, gara riservata a vetture stradali, qualora la pista non sia impegnata per altre manifestazioni.
In tempi più recenti ha fatto la comparsa sul tracciato anche la specialità drift. Il primo appuntamento, tenuto nel marzo 2004, ha portato sul tracciato ben 8.000 tifosi.

## Il tracciato

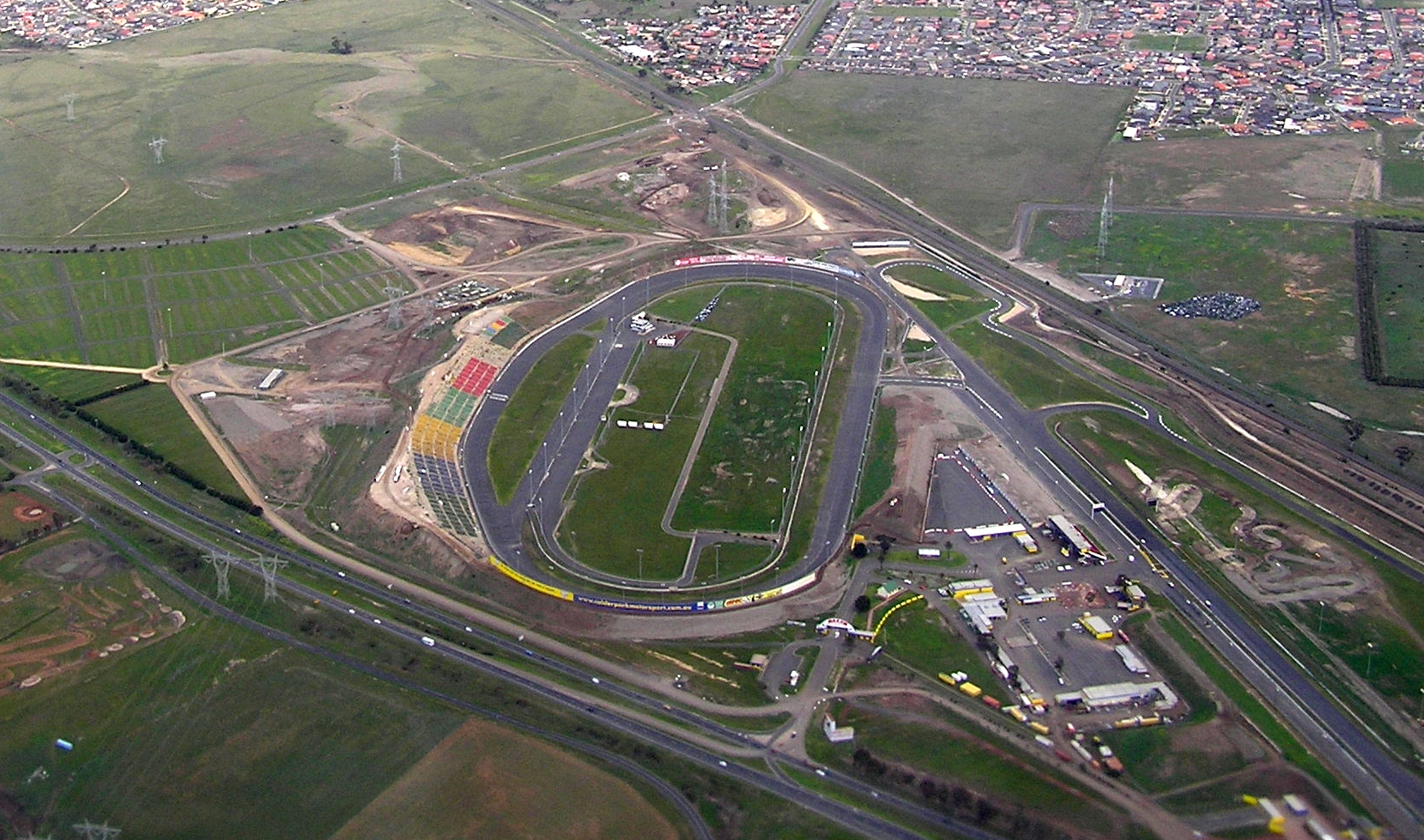
Veduta aerea del tracciato

- Thunderdome (circuito ovale): lunghezza 1 801 km / (1 119 mi);
- National Circuit: lunghezza 2 280 km (1 417 mi);
- Club Circuit: lunghezza 1 609 km (1 000 mi).

I primi 100 metri della Drag Strip furono riasfaltati nel 2006 a causa di alcune irregolarità nel manto stradale, la strip venne riaperta il 17 novembre 2006.

Variante utilizzante sia il Thunderdome che il National Circuit
Il circuito stradale
Il Thunderdome